# Плескавица
Плѐскавица (на сръбски: пљескавица) е традиционно сръбско и балканско ястие от мляно месо, изпечено на скара. Плескавицата е много популярна в централните и западни Балкани, конкретно в Сърбия, Черна гора, Босна и Херцеговина, Северна Македония, където може да се намери във всяко населено място, но неговата популярност непрекъснато расте, ставайки много популярно ястие и в Австрия, и Германия.
Приготвянето на плескавицата включва смесването на мляното месо със ситно нарязан кромид лук, люти чушки, кашкавал, черен пипер и други подправки.
В Сърбия най-популярна е Лесковашка плескавица, която е част от традиционната Лесковашка скара. Тази плескавица е с пикантен (лют) вкус, като каймата е смес от телешко и свинско месо. Често при приготвянето на плескавица се добавя каймак.
От 2007 година сместа с която се приготвя Лесковашката скара е защитена сръбска търговска марка, а сертификат е получен от Сръбския институт за храните .
Македонската плескавица се приготвя изцяло от говеждо месо. Хайдушката плескавица се прави от смесено месо – говеждо и свинско месо, като може да се пълни с кашкавал.